# ورزشگاه المپیکو یونیورسیتاریو
ورزشگاه المپیکو یونیورسیتاریو (اسپانیایی: Estadio Olímpico Universitario‎) یک ورزشگاه چندمنظوره در کویوآکان، مکزیکو سیتی است.
این ورزشگاه که در سال ۱۹۵۲ تأسیس شده دارای ۶۸،۹۵۴ نفر گنجایش  می‌باشد و میزبان بازی‌های المپیک تابستانی ۱۹۶۸ و جام جهانی فوتبال ۱۹۸۶ بوده است.